# Ferrovia Oeste-Leste

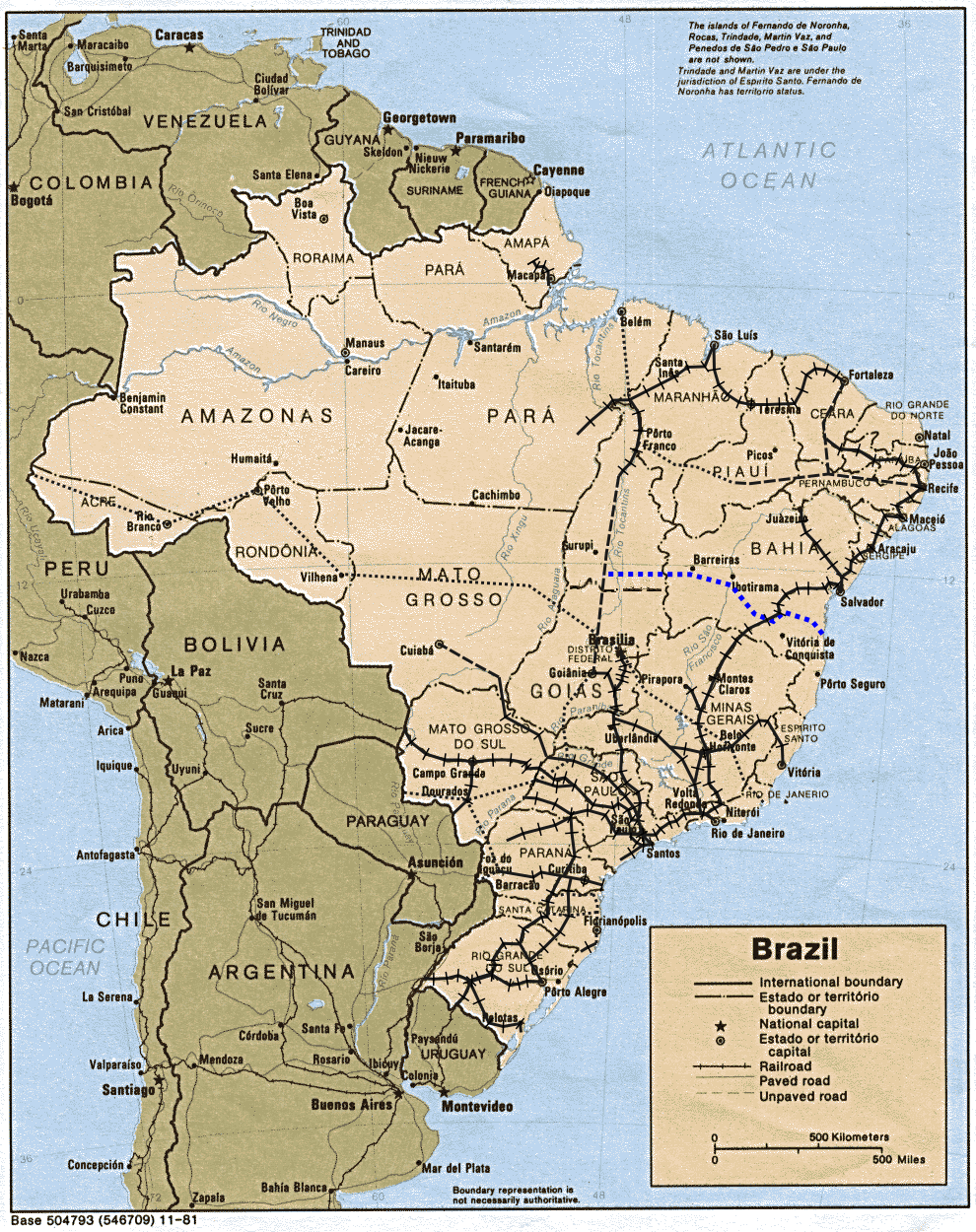
Brasilien-Karte mit Strecke der Ferrovia Oeste-Leste

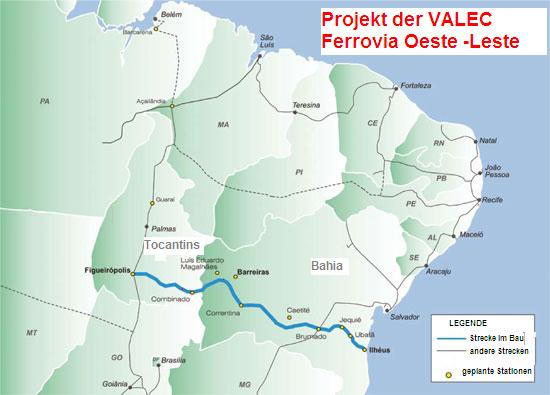
Karte der Streckenabschnitte der Ferrovia Oeste-Leste

Ferrovia Oeste-Leste (auch Ferrovia Bahia-Oeste) ist ein im Bau befindliches Eisenbahnprojekt in Brasilien. Es soll 2018[veraltet] in Betrieb gehen.
Es wird von der staatlichen Agentur VALEC konstruiert. Danach soll die Konzession an eine Privatfirma  vergeben werden. Die Ferrovia Oeste-Leste soll die Atlantikküste bei Ilhéus im Bundesstaat Bahia mit dem Hinterland verbinden. In der Endausbaustufe soll diese Eisenbahnlinie an die Ferrovia Norte-Sul bei Figueirópolis im Bundesstaat Tocantins mit einer Gesamtlänge von 1490 km angeschlossen werden. Die Spurbreite beträgt 1600 cm. Durch das Zusammentreffen mit der Ferrovia Oeste-Leste können Transporte bis nach Belém im Norden und in den Bundesstaat Goiás im Süden möglich werden. Im Süden schließt sich dann noch das Streckennetz der Ferrovia Centro Atlântica an.
Das erste Teilstück ist 2014 zwischen Ilhéus und Caetité in einer Gesamtlänge von 536 km  in Betrieb genommen worden. Es folgen dann weitere Teilstücke zwischen  Caetité und São Desidério mit 413 km und das letzte Teilstück zwischen São Desidério und Figueirópolis mit 547 km.